# Jacob D. Cox
Jacob Dolson Cox (Montréal, 27 ottobre 1828 – Gloucester, 4 agosto 1900) è stato un avvocato e generale statunitense.

## Biografia
Fu generale dell'Unione durante la Guerra civile americana. Durante le Campagne di Atlanta, di Franklin-Nashville e delle Caroline (1864-1865) Cox comandò la Terza divisione del XXIII Corpo d'armata dell'Armata dell'Ohio sotto il maggior generale John Schofield. Nei giorni finali della guerra gli fu affidato il comando del Corpo d'armata e in seguito il comando del Dipartimento della Carolina del Nord. Il 1º gennaio 1866 Cox fu eletto Governatore dell'Ohio e nel marzo del 1869 Ulysses S. Grant lo nominò Segretario agli Interni degli Stati Uniti.